# Флаг Астурии
Флаг Астурии — официальный символ Астурии, автономоного общества в составе Испании. На синем полотнище изображён «Крус-де-ла-Виктория» (рус. Крест победы) жёлтого цвета.

## История
Происхождение флага Астурии относится к 1808 году, во время Пиренейских войн. Поскольку официального испанского флага ещё не было, астурийцы создали нынешний флаг без каких-либо сепаратистских намерений в войне против империи Наполеона. В своей первой версии он включал девиз Asturias jamás vencida.

## Вариации

Флаг, используемый астурийскими комунистами
Флаг Княжества Астурия